# محمد متولي بدر
محمد متولي بدر رائد اللغة النوبية.

## مسيرته
ولد محمد متولي في التاسع من أبريل عام 1909م بقرية تبج مركز عبري الأميرية محافظة وادي حلفا بالسودان، ودرس في مدرسة عبري الأولية ثم ارتحل إلى مصر والتحق بالأزهر لمدة أربعة أعوام، وتخرج من كلية دار العلوم بالقاهرة عام 1932م.
عمل مفتشا لقسم التعليم في محافظة اسوان، ثم رئيسا للأقسام ثم مديرا مساعدا في مديرية التربية والتعليم بأسوان، وهي آخر وظيفة شغلها في اسوان قبل أن ينقل إلى القاهرة عام 1968م.
وألف خلال عمله في محافظة اسوان كتبا في اللغة النوبية وكان بذلك أول من كتب عن اللغة النوبية في العصر الحديث، وقد كتب عباس محمود العقاد في يومياته في جريدة الأخبار في 25 مايو عام 1959م تعليقا على الكتاب «وهو بحث مطول حسن الإلمام بموضوعه والاستقصاد لمصادره وأصوله لا نظير له في لغتنا ولا في اللغات الأجنبية التي عني أبناؤها بدراسة اللغات ولهجاتها في المشرق ولا غنى عنه لمن يريد الإحاطة بما قيل عن أصول لهجات النوبة في وادي النيل».
والكتاب كما يقول محمد متولي يشتمل على ثلاثة أبواب الأول يتناول فيه بإيجاز تاريخ النوبة، والباب الثاني يتحدثت فيه عن قواعد اللغة النوبية، والباب الثالث يضم معجما صغيرا لمفردات اللغة.

## مؤلفاته
- اللغة النوبية 1955م بالقاهرة.
- أقرأ باللغة النوبية عن معهد الدراسات الأفريقية والآسيوية بجامعة الخرطوم 1976م
- حكم وامثال النوبة عن معهد الدراسات الأفريقية والآسيوية بجامعة الخرطوم 1978م

تحت الطبع :
- قاموس اللغة النوبية.
- بلاد تحت مياه السد.

## وصلات خارجية
- موقع محمد متولي بدر